# Physalacria
Physalacria es un género de hongos de la familia de Physalacriaceae. El género incluye 30 especies distribuidas de forma amplia en regiones tropicales en el hemisferio sur.